# Дюпо (Іллінойс)
Дюпо (англ. Dupo) — селище (англ. village) в США, в окрузі Сент-Клер штату Іллінойс. Населення — 3996 осіб (2020).

## Географія
Дюпо розташоване за координатами 38°31′5″ пн. ш. 90°12′30″ зх. д. / 38.51806° пн. ш. 90.20833° зх. д. (38.517947, -90.208242).  За даними Бюро перепису населення США в 2010 році селище мало площу 11,45 км², з яких 11,45 км² — суходіл та 0,00 км² — водойми. В 2017 році площа становила 16,36 км², з яких 16,30 км² — суходіл та 0,06 км² — водойми.

## Демографія
Згідно з переписом 2010 року, у селищі мешкало 4138 осіб у 1650 домогосподарствах у складі 1142 родин. Густота населення становила 361 особа/км².  Було 1863 помешкання (163/км²).
Расовий склад населення:
| - 94,9 % — білих - 2,3 % — чорних або афроамериканців - 0,4 % — корінних американців - 0,3 % — азіатів |

До двох чи більше рас належало 1,8 %. Частка іспаномовних становила 1,4 % від усіх жителів.
За віковим діапазоном населення розподілялося таким чином: 25,3 % — особи молодші 18 років, 63,9 % — особи у віці 18—64 років, 10,8 % — особи у віці 65 років та старші. Медіана віку мешканця становила 35,0 року. На 100 осіб жіночої статі у селищі припадало 94,6 чоловіків;  на 100 жінок у віці від 18 років та старших — 89,4 чоловіків також старших 18 років.
Середній дохід на одне домашнє господарство  становив 54 140 доларів США (медіана — 44 351), а середній дохід на одну сім'ю — 62 337 доларів (медіана — 59 957). За межею бідності перебувало 16,8 % осіб, у тому числі 27,8 % дітей у віці до 18 років та 18,5 % осіб у віці 65 років та старших.
Цивільне працевлаштоване населення становило 1976 осіб. Основні галузі зайнятості: освіта, охорона здоров'я та соціальна допомога — 24,6 %, роздрібна торгівля — 13,7 %, виробництво — 12,8 %.